# Sady S. K. Neumanna
Sady S. K. Neumanna je městský park v Poděbradech. Nachází se v Kostelním předměstí v městské části Poděbrady III vedle slepého ramene Skupice na pravém břehu Labe.

## Historie a popis
Park/sad, který má rysy anglického parku, je pojmenován po českém básníkovi, anarchistovi a politikovi Stanislavu Kostkovi Neumannovi, který zde má také svůj pomník s bustou. Jižní hranice parku je daná slepým ramenem Skupice a autokempem A.T.C. Autokemp Golf a severní část zase silnicí II/611 a úpravnou vody. Kromě udržované zeleně, stezek a laviček je součástí parku také discgolfové hřiště a významná památkově chráněná funkcionalistická stavba vysokého věžového vodojemu z roku 1930, který byl postaven podle návrhu architekta a urbanisty Františka Jandy. Zajímavostí jsou také zbytky silničního milníku pocházejícího z 19. století. Park je hojně využíván k relaxaci, odpočinku a sportu. V sadech S. K. Neumanna se občasně konají různé společenské, sportovní a kulturní akce.

## Další informace
Přes sady S. K. Neumanna vede naučná stezka Skupice Huslík a také cyklotrasa.

## Galerie

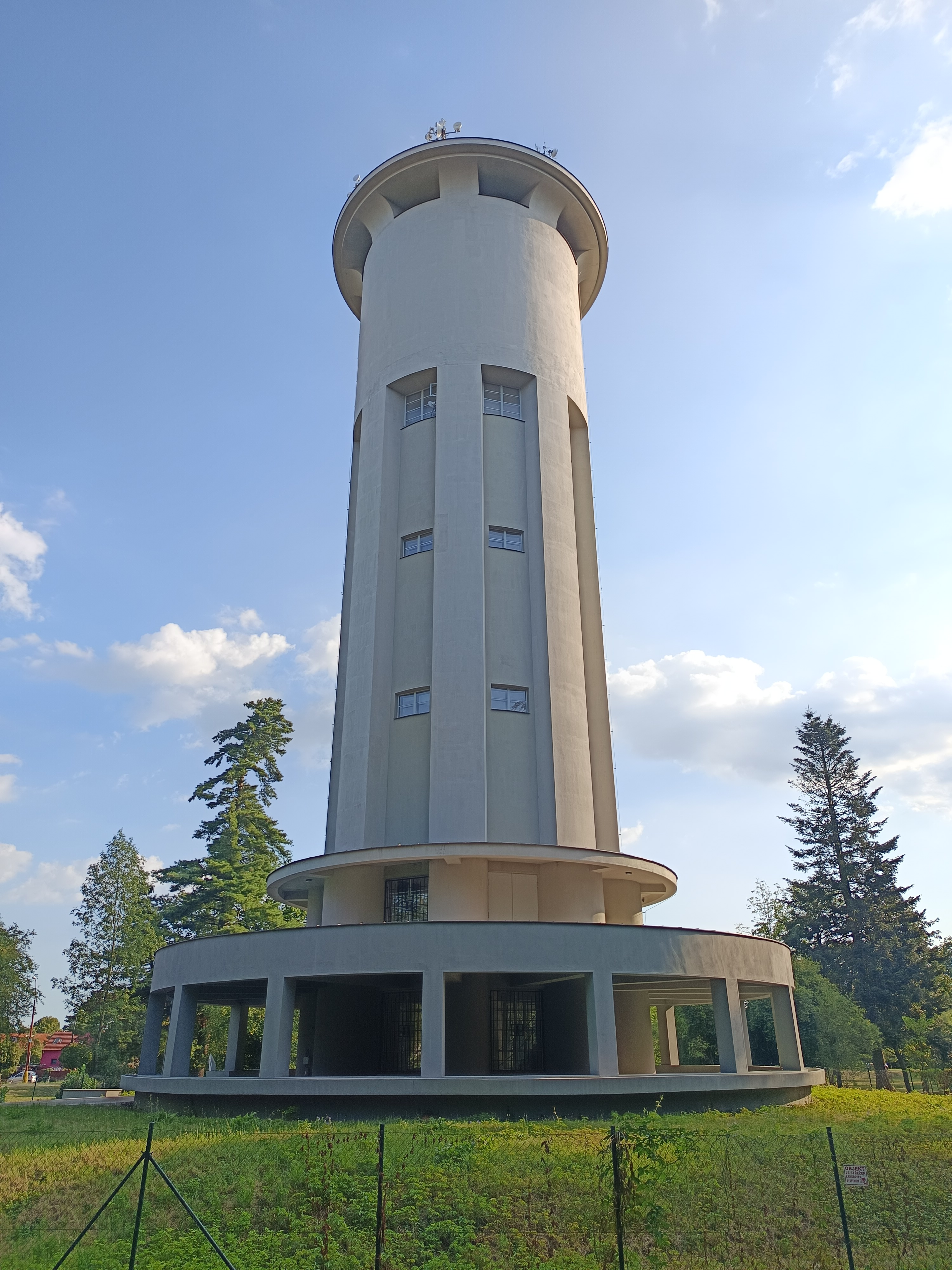
Funkcionalistický vodojem
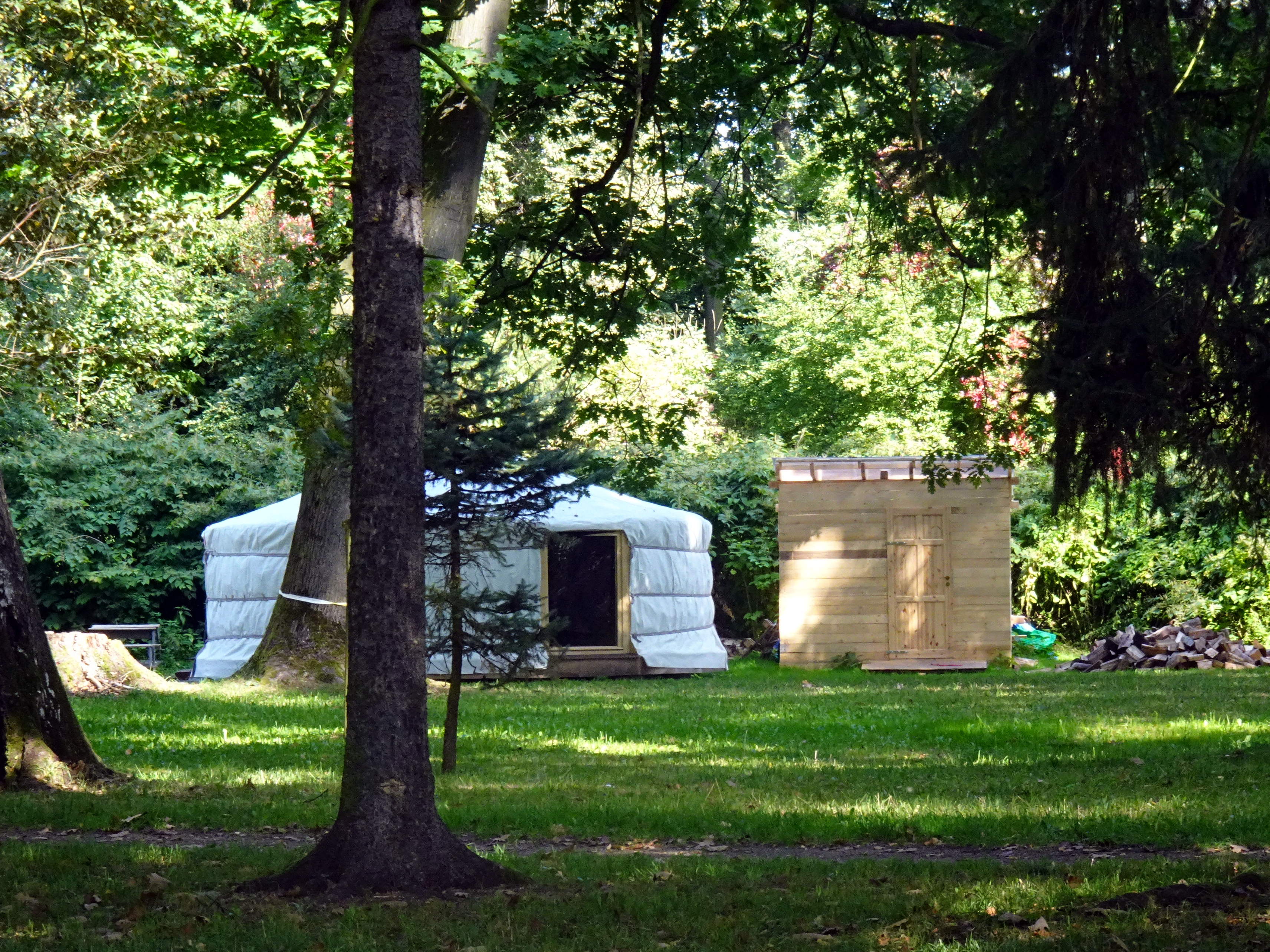
Lesní školka
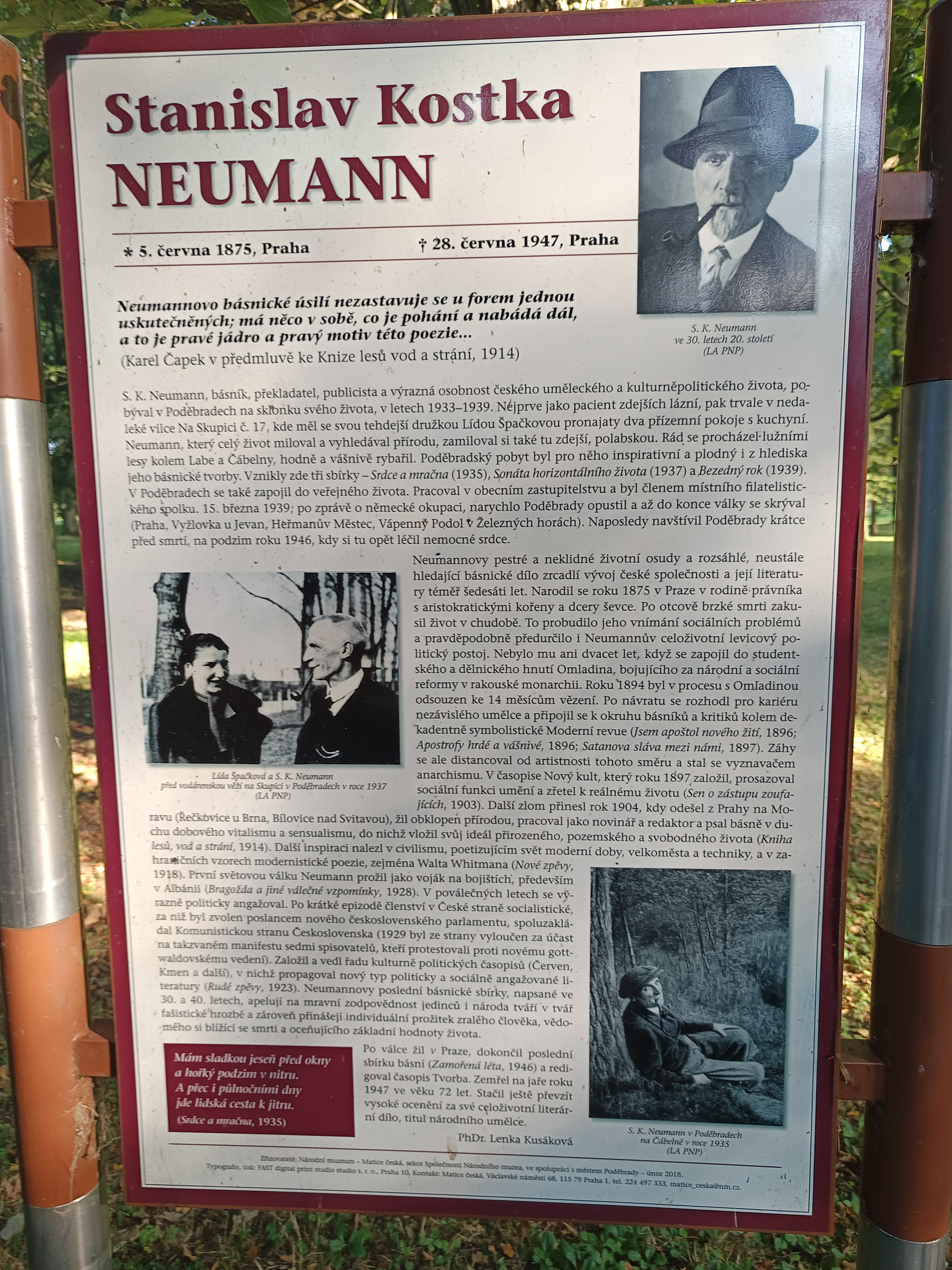
Informační panel v parku